# Шарунас Марчюльонис
Шарунас Марчюльонис (на литовски: Šarūnas Marčiulionis) е съветски и литовски баскетболист и баскетболен функционер. Той е първият играч от Съветския съюз, преминал в отбор от Националната баскетболна асоциация, като в продължение на 5 сезона е част от Голдън Стейт Уориърс. Олимпийски шампион с националния отбор на СССР през 1988 г. Синът му Аугустас също е баскетболист.

## Клубна кариера
Дебютира в мъжкия баскетбол за тима на Статиба през 1981 г. Играе за Статиба в продължение на 8 сезона. През 1985 г. по време на гостуване на американската организация Athletes in action във Вилнюс се запознава с Дони Нелсън, сина на треньора на Голдън Стейт Уориърс Дон Нелсън. По препоръка на Нелсън Марчюьонис е изтеглен в драфта на НБА през 1987 г. от „воините“. Въпреки това Шарунас не подписва договор, тъй като по това време е на 23 години, с година по-стар от максималната възраст за европейски играчи в драфта. Тимът на Атланта Хоукс също се опитва да привлече гарда, като собственикът на тима Тед Търнър организира приятелски мачове на Атланта със съветския национален отбор и кани съветски баскетболисти на тренировъчен лагер. Ден след като Марчюльонис печели Олимпийските игри в Сеул подписва контракт с Хоукс. Съветските власти обаче не разрешават на играча да напусне страната.
На 25 юни 1989 г. Марчюльонис и Александър Волков получават разрешение за трансфер в САЩ. Гардът подписва с Голдън Стейт Уориърс, а през август Волков става част от Атланта Хоукс. Шарунас е един от първите европейци в лигата, които получават достатъчно игрово време. Също се смята за разпространител на финта „европейска стъпка“ в НБА. Най-силният сезон за Шарунас е 1991/92, в който записва 72 мача (5 като титуляр) с 29.4 минути, 18.9 точки, 1.6 откраднати топки, 2.9 борби и 3.4 асистенции средно на мач. Също в два поредни сезона Уориърс достигат плейофите на шампионата. Също през 1992 г. завършва втори в гласуването за приза за най-добър „шести човек“ за сезона.
През 1993 г. получава тежка травма и не играе година и половина. През 1994 г. е обменен в Сиатъл Суперсоникс, а след това играе по един сезон в Сакраменто Кингс и Денвър Нъгетс.

## Национален отбор
Марчюльонис е младежки национал на СССР в периода 1982 – 1983, печели Европейското първенство за юноши до 18 г. в България през 1982 г., а през 1983 г. – Световен вицешампион до 19 г.
Дълго чака шанса си в мъжкия национален отбор и през 1987 г. се първи път играе на голям форум – „Сборная“ заема второто място на Евробаскет в Гърция. Година по-късно Шарунас е с основата на триумфа на Олимпиадата в Сеул през 1988 г.
След като Литва обявява независимост през 1990 г. Шарунас преговаря за спонсорски договори за националния отбор и благодарение на него пари отпускат Bank of America и рок групата Grateful Dead. С Литва участва на олимпиадите през 1992 и 1996 г., където тимът се класира трети. На Евробаскет 1995 печели сребърен медал, а гардът е избран за MVP на турнира.

## Като функционер
През 1993 г. е сред инициаторите на Литовската баскетболна лига и е известно време неин президент. През 1998 г. основава регионалния турнир Северноевропейска баскетболна лига, който съществува до 2003 г.
През 2019 г. е избран за депутат в Европейския парламент от партията Съюз на селяните и зелените на Литва. Два дни след изборите обаче се отказва от депутатското си място.